# La noire de...
La noire de... (engleză Black Girl) este un film franco-senegalez regizat de Ousmane Sembène, lansat în 1966.
Scenariul are la bază o nuvelă a lui Sembène, publicată inițial în volumul Voltaïque din 1962. Filmul o are în prim-plan pe Diouana (Mbissine Thérèse Diop), o tânără senegaleză; aceasta se mută din  Dakar în Antibes, pe Coasta de Azur a Franței, cu speranța de a-și îmbunătăți situația materială și de a trăi o viață cosmopolită. În Franța, Diouana crede că va face o muncă de dădacă pentru o familie înstărită; ajunsă la fața locului, tânăra își dă seama că a fost înșelată de către cuplul de angajatori francezi, aceștia forțând-o să lucreze ca servitoare.
Filmul vorbește despre alienare, rasism și despre efectele colonialismului asupra configurațiilor umane Afro-Europene.
La noire de... este considerat primul film de lung metraj influent la nivel internațional, realizat de un cineast originar din Africa Subsahariană.

## Distribuție
- Mbissine Thérèse Diop - Diouana
- Anne-Marie Jelinek - Madame
- Robert Fontaine - Monsieur
- Momar Nar Sene - iubitul Diouanei
- Ibrahima Boy - băiatul cu masca
- Bernard Delbard - tânăr invitat
- Nicole Donati - tânără invitată
- Raymond Lemeri - bărbat în vârstă, invitat
- Suzanne Lemeri - femeie în vârstă, invitată
- Philippe - fiul cel mare
- Sophie - fiica
- Damien - fiul cel mic
- Toto Bissainthe - Diouana (voce)
- Robert Marcy - Monsieur (voce)
- Sophie Leclerc - Madame (voce)
- Ousmane Sembène - Profesorul (apariție necreditată) [3]

## Premii și nominalizări
- 1966 - Premiul Tanit d'Or la Zilele de film ale Cartaginei
- 1966 - Premiul Jean Vigo pentru cel mai bun film